# Associazione Calcio Bolzano 1950-1951
Questa voce raccoglie le informazioni riguardanti l'Associazione Calcio Bolzano nelle competizioni ufficiali della stagione 1950-1951.

## Rosa
| N. |                   | Ruolo | Calciatore           |
| -- | ----------------- | ----- | -------------------- |
|    | Italia (bandiera) | D     | Carlo Bettin         |
|    | Italia (bandiera) | D     | U. Battisti          |
|    | Italia (bandiera) | C     | F. Bertolani         |
|    | Italia (bandiera) | A     | D. Bonacini          |
|    | Italia (bandiera) | A     | Rinaldo Cappellini   |
|    | Italia (bandiera) | P     | Gianmarco Casale     |
|    | Italia (bandiera) | D     | Alessandro Codeluppi |
|    | Italia (bandiera) | D     | Antonio Della Rosa   |
|    | Italia (bandiera) | P     | I. Fornelli          |

| N. |                   | Ruolo | Calciatore   |
| -- | ----------------- | ----- | ------------ |
|    | Italia (bandiera) | A     | S. Maestri   |
|    | Italia (bandiera) | A     | G. Margonari |
|    | Italia (bandiera) | C     | M. Marini    |
|    | Italia (bandiera) | A     | I. Negri     |
|    | Italia (bandiera) | D     | A. Payer     |
|    | Italia (bandiera) | A     | M. Peron     |
|    | Italia (bandiera) | A     | V. Pezzin    |